# ویژبیتس-گوزه
ویژبیتس-گوزه (به لاتین: Wierzbice-Guzy) یک روستا در لهستان است که در گمینا یابووننا لاتسکا واقع شده‌است.